# Desigualtat de Harnack
En matemàtiques, la desigualtat de Harnack és una desigualtat relacionant els valors d'una funció harmònica positiva a dos punts, va introduir per Un. Harnack (1887). J. Serrin (1955) i J. Moser (1961, 1964) va generalitzar Harnack desigualtat a solucions d'elliptic o equacions diferencials parcials parabòliques. La solució de Perelman de la conjectura de Poincaré utilitza una versió de la desigualtat de Harnack, que es troba per R. Hamilton (1993), pel flux de Ricci. La desigualtat de Harnack es fa servir per demostrar el teorema de Harnack sobre la convergència de successions de funcions harmòniques. La desigualtat de Harnack també es pot utilitzar per mostrar la regularitat interior de solucions febles d'equacions diferencials parcials.

## La declaració

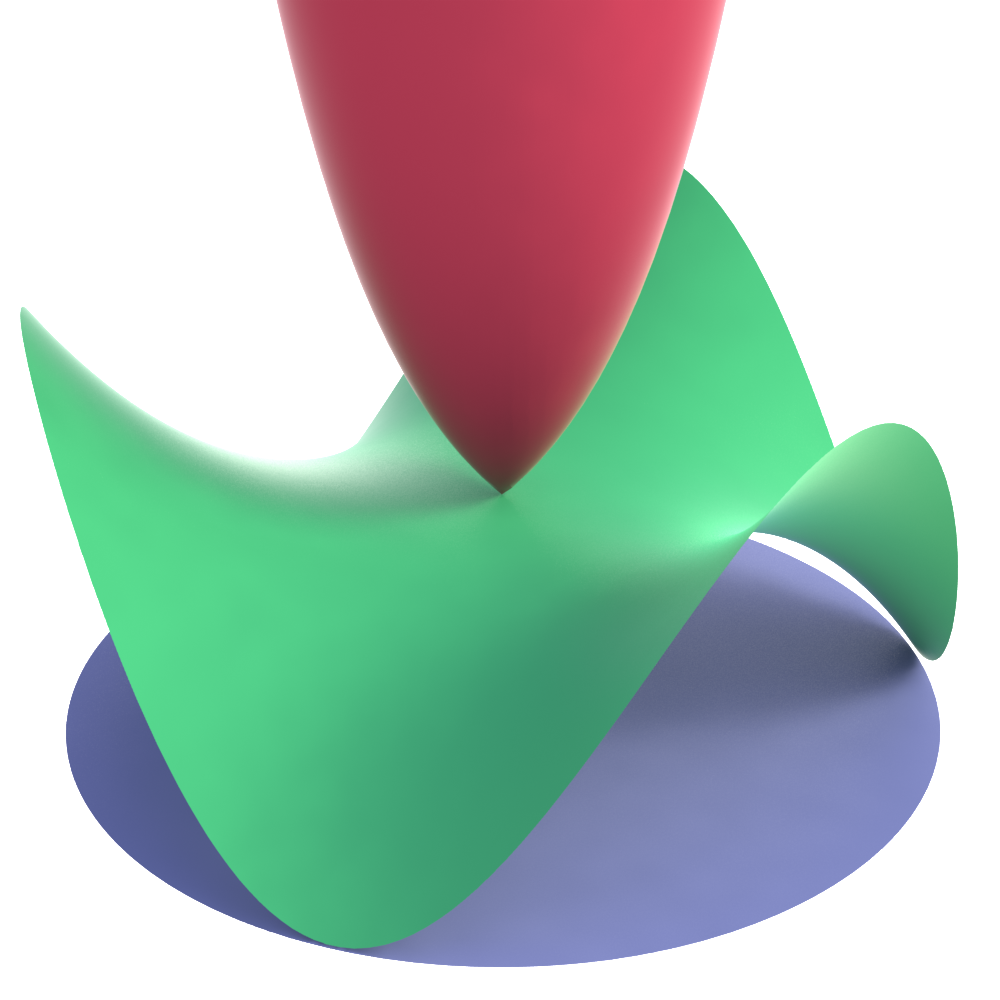
Una funció harmònica (verd) sobre un disc (blau) està delimitada des de dalt per una funció (vermell) que coincideix amb la funció harmònica al centre del disc i s'acosta a l'infinit cap al límit del disc.

La desigualtat de Harnack aplica a una funció no-negativa f va definir en una pilota tancada en Rn amb radis R i centre x0. Declara que, si f és continu en la pilota tancada i harmònica en el seu interior, llavors per qualsevol punt x amb |x - x0| = r < R
{\displaystyle \displaystyle {{1-(r/R) \over [1+(r/R)]^{n-1}}f(x_{0})\leq f(x)\leq {1+(r/R) \over [1-(r/R)]^{n-1}}f(x_{0}).}}
En el pla R² (n = 2) la desigualtat pot ser escrita:
per a cada funció dues vegades diferenciable, harmònica i no-negativa {\displaystyle u(x)}. La constant {\displaystyle C} és independent de {\displaystyle u}; només depèn dels dominis {\displaystyle \Omega } and {\displaystyle \omega }.

## Prova de la desigualtat de Harnack en una pilota
Per la fórmula de Poisson
{\displaystyle \displaystyle {f(x)={1 \over \omega _{n-1}}\int _{|y-x_{0}|=R}{R^{2}-r^{2} \over R|x-y|^{n}}\cdot f(y)\,dy,}}
on ωn − 1 és l'àrea de l'esfera unitària a Rn i r = |x - x0|.
Atès que
{\displaystyle \displaystyle {R-r\leq |x-y|\leq R+r,}}
el nucli en l'integrand satisfà
{\displaystyle \displaystyle {{R-r \over R(R+r)^{n-1}}\leq {R^{2}-r^{2} \over R|x-y|^{n}}\leq {R+r \over R(R-r)^{n-1}}.}}
La desigualtat de Harnack segueix per substituir aquesta desigualtat en la integral anterior i usant el fet que la mitjana d'una funció harmònica sobre una esfera és igual al seu valor al centre de l'esfera:
{\displaystyle \displaystyle {f(x_{0})={1 \over R^{n-1}\omega _{n-1}}\int _{|y-x_{0}|=R}f(y)\,dy.}}

## Equacions diferencials parcials el·líptiques
Les equacions diferencials parcials el·líptiques, la desigualtat de Harnack afirma que el suprem d'una solució positiva en alguna regió oberta connectada està limitada per alguns temps constants l'ínfim, possiblement amb un terme agregat que conté una norma funcional de les dades:
{\displaystyle \sup u\leq C(\inf u+||f||)}
La constant depèn de l'el·lipticitat de l'equació i la regió oberta connectada.

## Equacions diferencials parcials parabòliques
Hi ha una versió de la desigualtat de Harnack per parabòlics lineals de PDE com l'Equació de la calor.
Sigui {\displaystyle {\mathcal {M}}} un domini sense problemes en {\displaystyle \ mathbb{R}^{n}} i considerar l'operador parabòlic lineal
{\displaystyle {\mathcal {L}}u=\sum _{i,j=1}^{n}a_{ij}(t,x){\frac {\partial ^{2}u}{\partial x_{i}\,\partial x_{j}}}+\sum _{i=1}^{n}b_{i}(t,x){\frac {\partial u}{\partial x_{i}}}+c(t,x)u}
amb coeficients llisos i acotats i una matriu no degenerada {\displaystyle (a_{ij})}. Suposem que {\displaystyle u(t,x)\in C^{2}((0,T)\times {\mathcal {M}})} és una solució de
{\displaystyle {\frac {\partial u}{\partial t}}-{\mathcal {L}}u\geq 0} en {\displaystyle (0,T)\times {\mathcal {M}}}
de tal manera que
{\displaystyle \quad u(t,x)\geq 0} en {\displaystyle \quad (0,T)\times {\mathcal {M}}.}
Sigui {\displaystyle K} un subconjunt compacte de {\displaystyle {\mathcal {M}}} i seleccioneu {\displaystyle \tau \in (0,T)}. Aleshores existeix una constant {\displaystyle \quad C>0} (depenent només de {\displaystyle K}, {\displaystyle \tau } i els coeficients de {\displaystyle {\mathcal {L}}}) de tal manera que, per a cada {\displaystyle \quad t\in (\tau ,T)},
{\displaystyle \sup _{K}u(t-\tau ,\cdot )\leq C\inf _{K}u(t,\cdot ).\,}